# Jonas Richter
Jonas Richter (Chemnitz, 2 luglio 1997) è un cestista tedesco.

## Palmarès
- FIBA Europe Cup: 1

Chemnitz: 2023-2024